# Yes? No?
Yes? No? (en hangul, 예스? 노?) es el EP debut de la cantante surcoreana Suzy. El miniálbum fue publicado el 23 de enero de 2017 por JYP Entertainment. El disco contiene seis canciones, incluyendo un sencillo prelanzado titulado «Pretend» y un sencillo «Yes No Maybe».

## Antecedentes y lanzamiento
A finales de 2016, se confirmó que Suzy haría su debut como cantante en solitario, convirtiéndose en la segunda solista del grupo miss A tras el debut de Fei en julio del mismo año. El 8 de enero de 2017, se lanzaron tres imágenes teaser, siendo seguidas por un lanzamiento de un sencillo el 17 de enero, este titulado «Pretend», que rápidamente alcanzó la mejor posición en las listas musicales surcoreanas en línea, consiguiendo un all-kill. El vídeo musical de su canción titulada «Yes No Maybe», y el miniálbum, que consta de seis canciones originales, fueron lanzados el 23 de enero de 2017. En los días que siguieron al lanzamiento, Suzy lanzó dos vídeos de coreografías alternativas para el sencillo.

## Lista de canciones
| Yes? No? |                                |                           |                                   |                                          |          |  |
| N.º      | Título                         | Letras                    | Música                            | Arraeglo                                 | Duración |  |
| 1.       | «Pretend»                      | Armadillo                 | Armadillo                         | Armadillo                                | 3:41     |  |
| 2.       | «Yes No Maybe»                 | J.Y. Park «The Asiansoul» | J.Y. Park «The Asiansoul», Kairos | J.Y. Park «The Asiansoul», Kim Seung Soo | 3:06     |  |
| 3.       | «Sick and Tired (feat. Reddy)» | Kim Won, G.Soul           | Kim Won, G.Soul                   | Kim Won                                  | 3:39     |  |
| 4.       | «Preference»                   | Suzy                      | 1Piece                            | 1Piece                                   | 4:28     |  |
| 5.       | «Question Mark»                | Suzy                      | Suzy, Jo Hyun Ah                  | Shim Eunjee                              | 4:02     |  |
| 6.       | «Little Wildflower»            | Epitone Project           | Epitone Project                   | Epitone Project                          | 4:04     |  |
| 23:54    |                                |                           |                                   |                                          |          |  |

## Posiciones en listas
| Lista (2017)                     | Mejor posición |
| -------------------------------- | -------------- |
| Álbumes surcoreanos (Gaon)       | 2              |
| US Álbumes mundiales (Billboard) | 15             |

| Lista (2017)               | Mejor posición |
| -------------------------- | -------------- |
| Álbumes surcoreanos (Gaon) | 14             |

## Ventas
| Región               | Ventas  |
| -------------------- | ------- |
| Corea del Sur (Gaon) | 11 020+ |

## Premios y nominaciones

### Victorias en programas musicales
| Canción   | Programa         | Fecha                |
| --------- | ---------------- | -------------------- |
| «Pretend» | Music Bank (KBS) | 27 de enero de 2017  |
| «Pretend» | Music Bank (KBS) | 3 de febrero de 2017 |

## Historial de lanzamiento
| Región        | Fecha               | Formato              | Distribuidora               |
| ------------- | ------------------- | -------------------- | --------------------------- |
| Corea del Sur | 23 de enero de 2017 | CD, descarga digital | JYP Entertainment, KT Music |
| Mundialmente  | 23 de enero de 2017 | Descarga digital     | JYP Entertainment           |